# River Adur
Der River Adur ist ein 18 km langer Zufluss des Ärmelkanals in der Grafschaft West Sussex im Süden Englands, nach dem der Distrikt Adur benannt ist.

## Flusslauf
Der Fluss entsteht am Zusammenfluss des Western Adur und Eastern Adur. Der westliche Flusslauf entspringt bei Slinfold und fließt durch Shipley und West Grinstead. Der westliche Adur fließt auch in der Nähe von Knepp Castle in der Nähe von Shipley. Der östliche Adur entspringt bei Ditchling Common und fließt zwischen Haywards Heath und Burgess Hill. Bei Henfield vereinen sich die beiden Wasserläufe und fließen durch das Adurtal in Richtung See. Die Mündung befindet sich bei Shoreham-by-Sea.

## Schifffahrt
In der Vergangenheit war der Fluss bis hinauf nach Steyning, wo sich ein Hafen befindet, auch für größere Schiffe befahrbar. Durch Versandung ist eine wirtschaftliche Nutzung heute nicht mehr möglich. Aus diesem Grunde wurde ein größerer Hafen flussabwärts bei Shoreham-by-Sea errichtet, der noch heute ein wichtiger Umschlagplatz vor allem für Holz, Öl und aus der See gefördertem Kies ist.

## Tourismus
Das Adurtal wurde als Area of Outstanding Natural Beauty (dt.: „Gebiet herausragender natürlicher Schönheit“) klassifiziert und ist nicht nur dadurch bei Wanderern, Radwanderern und Reitern sehr beliebt. Darüber hinaus ist der Fluss selbst bei Windsurfern und Ruderern beliebt.

## Geschichte
Seit der normannischen Zeit war die Grafschaft Sussex in Abschnitte unterteilt, die als „Rapes“ bekannt waren. Jeder „Rape“ war in der Regel auf einen Fluss und einen Flusshafen zentriert und wurde von einer Burg bewacht. Die „Rapes“ von Bramber konzentrierte sich auf den Hafen von Bramber und den Fluss Adur, und die Burg von Bramber lag in der Nähe des Flusses. Im Mittelalter waren Bramber, Steyning und New Shoreham wichtige Häfen an diesem Fluss.

## Besonderheiten
Der erste Start des Avro 503, eines Doppeldecker-Flugzeuges des britischen Herstellers Avro, fand am 28. Mai 1913 auf dem River Adur statt.